# Parque de la Biodiversidad
El Parque de la Biodiversidad, es un parque zoológico que se centra en rehabilitación animal, perteneciente a la municipalidad de la ciudad de Córdoba, capital de la Provincia de Córdoba, en el centro de la Argentina.
Esta atracción turística constituye uno de los espacios más representativos del paisaje urbano de la ciudad. Fue inaugurado el 25 de diciembre de 1915, siendo uno de los paseos más frecuentados por varias generaciones de cordobeses y turistas.
El 18 de septiembre de 2020 el Concejo Deliberante de Córdoba aprobó la reconversión del Jardín Zoológico en un Parque de la Biodiversidad. En 2021 a partir de la resolución 103 de la Secretaría de Ambiente de la Provincia de Córdoba se lo declara como un centro rescate de animales de fauna silvestre, provenientes del tráfico ilegal y del mascotismo. Reabrió en 2023 bajo una política de no exhibicionismo animal, concientización y «contemplación respetuosa».

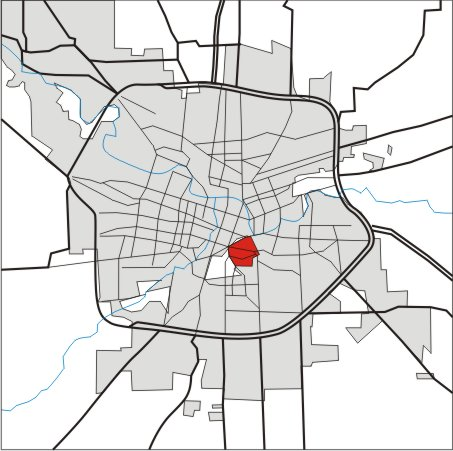
Ubicación del Parque Sarmiento, el cual contiene a este zoológico.

## Ubicación
Se sitúa en el Parque Sarmiento, el más grande espacio verde parquizado de la ciudad, ubicado en el centro geográfico de la urbe, a pocas cuadras del microcentro, rodeado de una de las zonas de mayor densidad demográfica. El centro del zoo se encuentra en las coordenadas: 31°25′36.16″S 64°10′34.07″O / -31.4267111, -64.1761306.

## Historia

### Orígenes
En el año 1886, bajo la gobernación de Ambrosio Olmos y ante el desarrollo del entonces suburbio de Nueva Córdoba —al sur de la creciente población de la ciudad de Córdoba— el empresario Miguel Crisol presentó un proyecto para desmontar, nivelar y urbanizar los llamados «Altos del Sud», barrancas que limitaban la expansión de la ciudad. Dicho proyecto logró hacerse ley; proyectándose para esa ampliación la necesidad de ubicar un amplio espacio verde, que haga las veces de pulmón de la ciudad, y que contuviera en él un parque zoológico. 
El proyecto-ley decía:

«...Los árboles, arbustos y plantas de flor elegidos entre los más bellos y finos, prefiriéndose aquellos cuyo crecimiento y conservación favorecen las condiciones del suelo y clima, y reservándose una acción para el jardín Zoológico...».

En el año 1889, Miguel Crisol —jefe de los proyectistas— encargó al urbanista francés Carlos Thays la tarea de diseñar dicho parque, el que sería el primero de decenas de ambiciosos proyectos de diseño paisajístico que Thays llevaría a cabo en la Argentina.
Las obras comenzaron en el año 1890, con el parquizado de 17 hectáreas, respetando una perspectiva bellepoquiana, finalizándolo e inaugurándolo en 1911, con el nombre de «Parque Sarmiento», en honor del expresidente de la Argentina Domingo Faustino Sarmiento. El parque y su rosedal se convirtieron rápidamente en el entorno preferido para la alta sociedad de Córdoba. Las obras del proyectado Jardín Zoológico sufrieron demoras y terminaron por suspenderse a causa de la crisis política desatada en esa época.
Una reactivación del proyecto ocurre por obra del inmigrante germano—argentino José Ricardo Scherer, un experimentado naturalista que había realizado estudios zoológicos y botánicos en expediciones por Europa, Asia, África, y América. Scherer, al afincarse en la ciudad y sorprenderse de que la misma no poseía aún un zoológico, diseña un proyecto para su construcción, el cual presenta en el año 1912 al gobernador Félix T. Garzón, aunque no logra obtener resultados positivos. Posteriormente, el mismo Scherer presentó un nuevo proyecto al gobernador Ramón José Cárcano, a cargo de una nueva administración provincial. Este sí logró ser aprobado con el número 4554, serie A del 16 de diciembre de 1914, eligiéndose para su ubicación la zona conocida como «Barranca de los Loros», llamándose de ese modo en razón de que la misma había sido un centro de reproducción del loro barranquero serrano (Cyanoliseus patagonus conlara), la subespecie de loro barranquero del centro de la Argentina. Sus diseñadores y arquitectos pensaron en exhibir una colección de los más destacados animales de los diversos continentes, en un marco de exuberante vegetación nativa de las sierras de Córdoba.

### Inauguración y administraciones provinciales

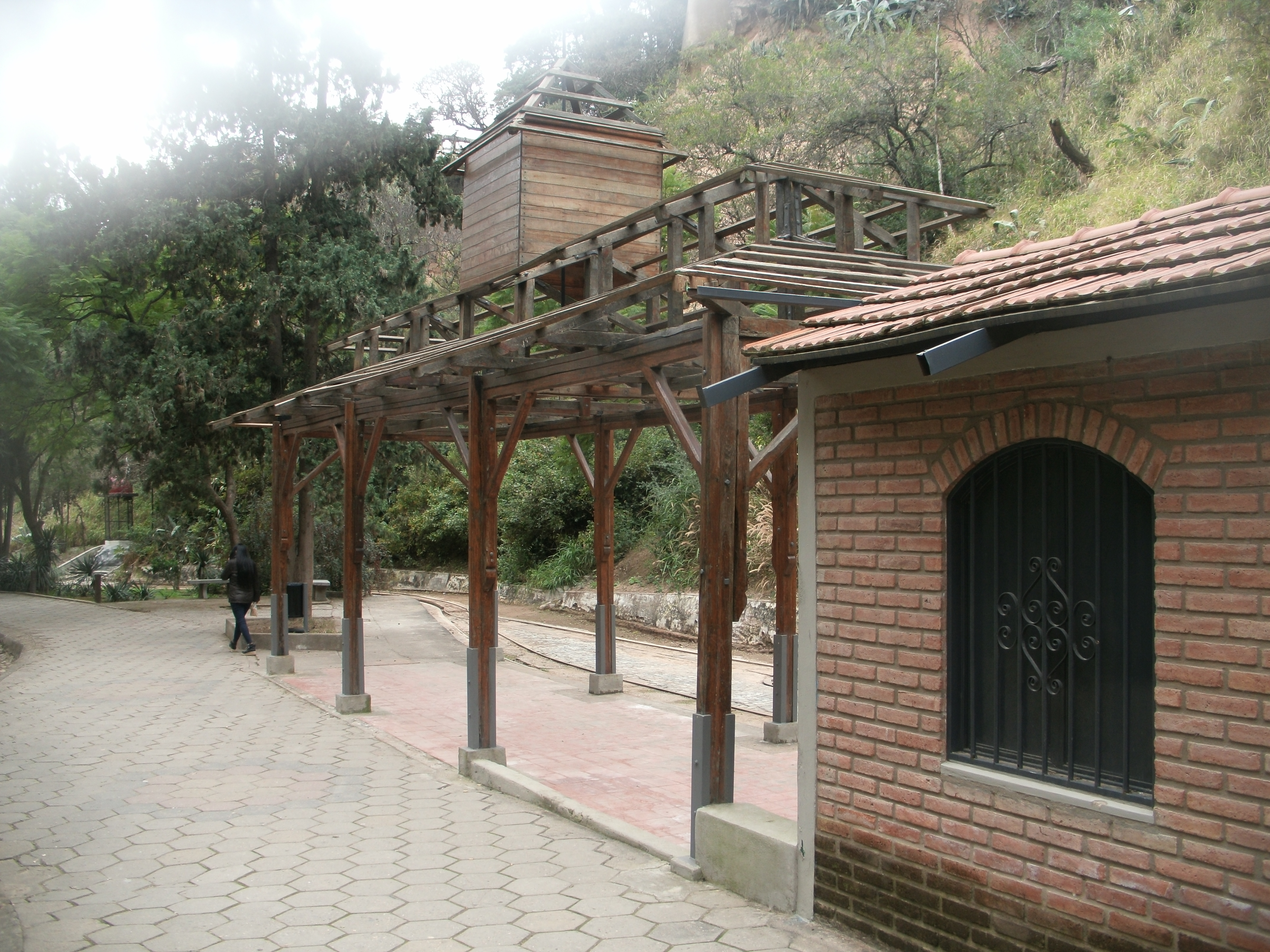
La estación liliputiense.

De este modo, finalmente el 25 de diciembre de 1915, quedó inaugurado este jardín zoológico. El diario La Nación decía:

«La inauguración del Parque Zoológico, realizada hoy, alcanzó contornos brillantes, no superado por ninguno de los actos públicos realizado en Córdoba en los últimos años...».

Para la mejor exhibición de los ejemplares, se construyeron recintos y jaulas acordes a criterios en boga en esa época, es decir, jaulas más bien pequeñas, muchas de ellas de pisos artificiales de cemento, y rodeadas de barrotes, es decir, de estilo victoriano, como ocurría con todos los zoológicos del mundo.
Discurso del Biólogo y Paisajista José R. Scherer, Director del Jardín Zoológico:
Como toda cosa tiene su historia, me habéis de permitir, señores, que os narre brevemente la de esta obra a cuyo acto inaugural os habéis dignado concurrir.
Corría el año 1912. El que os dirige la palabra se presenta ofreciendo al gobierno anterior, juntamente con un grupo de animales silvestres un proyecto de jardín zoológico.
El resultado que alcancé fue negativo.
Al año siguiente, poco después de iniciada la administración actual, ya encontré partidarios entusiastas de mi idea.
Desempeñaba el Ministerio de Obras Públicas e Industrias, en aquel entonces, un esclarecido joven hijo de Córdoba: el señor Martín Gil.
A raíz de una entrevista que con él sostuviera, partí al Chaco en procura de otros animales para el zoológico. Pude llevar a término mi viaje, más la obra en proyecto, por diversas circunstancias, no alcanzó a ser iniciada.
Fue recién bajo la gestión del actual ministro doctor Juan B. González, y en circunstancia de que él realizara en compañía del excelentísimo señor Gobernador, una visita al local que servía de alojamiento a la colección que tenía donada a la provincia, fue recién, decía, cuando el proyecto adquirió seguro impulso.
El señor Gobernador encomendóme entonces la confección de un nuevo proyecto de parque zoológico que tuviera por base la tan mentada ‘Barranca de los Loros’. La idea del gobernante no pudo ser más luminosa. Era esa el sitio ideal para emplazar la obra.
Tres meses más tarde presentaba el proyecto completo a la consideración del Ejecutivo. Lo halló éste aceptable, y dio un decreto aprobándolo.
El 24 de Diciembre del año pasado, hace hoy justamente un año, di comienzo al trabajo. Con sólo veinte peones de que dispuse en los primeros meses, y en lucha constante con los aguaceros torrenciales que dificultaban la acción y destruían la barranca, aquel hubo de andar muy lentamente. Pero más tarde, apreciando el resultado de mi labor, el Superior Gobierno me colocó en condiciones de poderme desenvolver con libertad y prontitud y es así que he podido llevarla al estado de relativo adelanto en que la encontráis en el día de su primer aniversario.

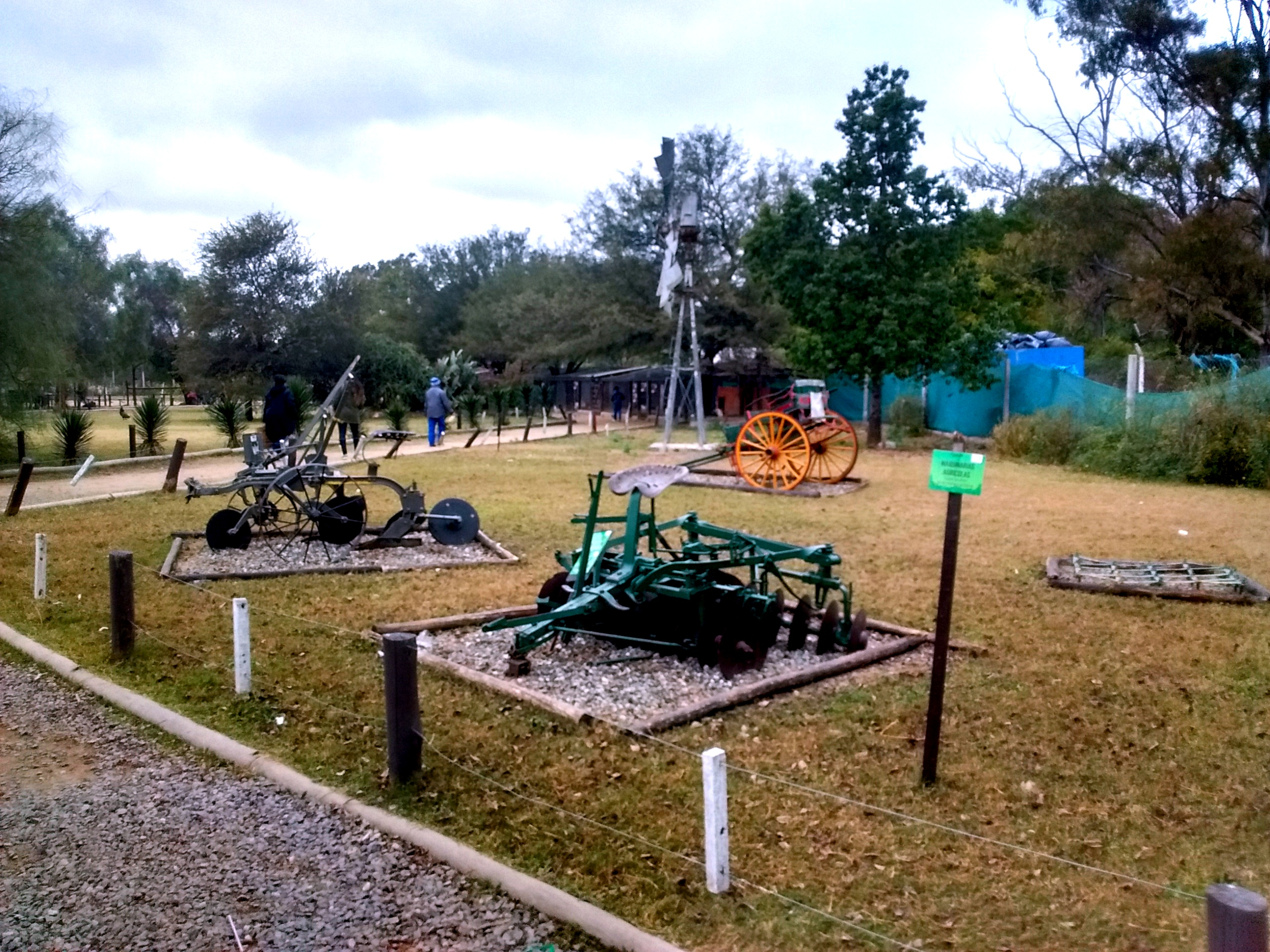
Sección de museo del zoológico de Córdoba a cielo abierto

Señores: Córdoba, hija de la barranca, ha querido adornar con esta joya a su madre.
El antro sombrío y fragoso que ayer servía de guarida eficaz a los seres maleantes y bichos dañinos …, y hasta muchachos “chupineros”, según es fama, hoy se transforma en lugar de la más deliciosa estadía y en fecunda morada de simpáticos señores de la fauna. Loada sea tan feliz substitución!
La obra no está aún concluida. De mucho ha menester todavía para colocarla en tales condiciones.
Córdoba sabrá responder de ello. Las instalaciones y habitaciones de los animales, han sido hechas en parte con carácter provisional. Débese este hecho a la falta de tiempo y a las dificultades que ofrecen los accidentes del terreno. Gran número de animales de los que disponemos no han podido aún ser ubicados por esa razón. La gran “volière” de los cóndores, el valle tropical y el hermoso lago del fondo, espero terminarlos dentro de poco, al igual que los diversos juegos con que lo dotaremos, tales como la montaña rusa, los columpios, tiro al blanco y muchas otras diversiones.

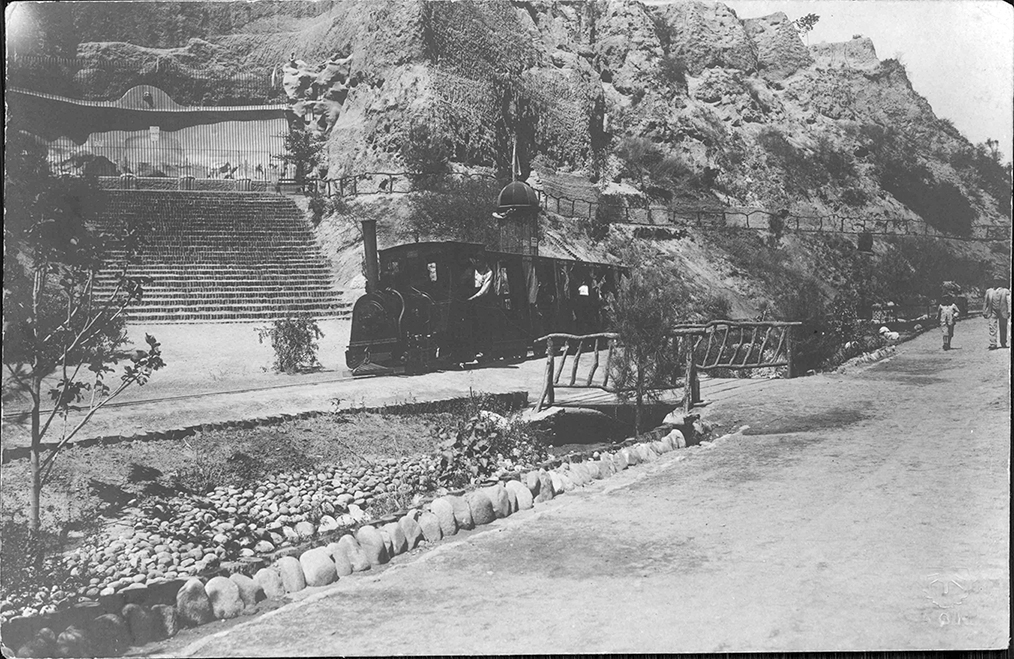
El tren liliputiense pasando por frente a la Jaula de los Leones en marzo de 1917 en el Jardín Zoológico cordobés; a dos años de su inauguración oficial. Córdoba ciudad, República Argentina.

Uno de los elementos importantes de esta obra, débese con otros, al buen sentido práctico del distinguido estadista que es nuestro ministro de obras públicas. Tales elementos consisten en la instalación del ferrocarril funicular y del tren liliputiense, que recorrerá el parque y atravesará el promontorio por el túnel de La Cuevita.
Reuniendo así el nuevo parque lo pintoresco de sus paisajes a sus múltiples diversiones y su exposición zoológica, tendrá asegurada para siempre una numerosa concurrencia, y esta podrá, a su vez, sentirse plenamente compensada del gasto exiguo que le demandará su sostenimiento y ampliación.
Desde este punto de vista, diré de paso, que el renombrado jardín zoológico de Buenos Aires, después de cubrir todos sus gastos, ofrece todavía una renta apreciable a la municipalidad.

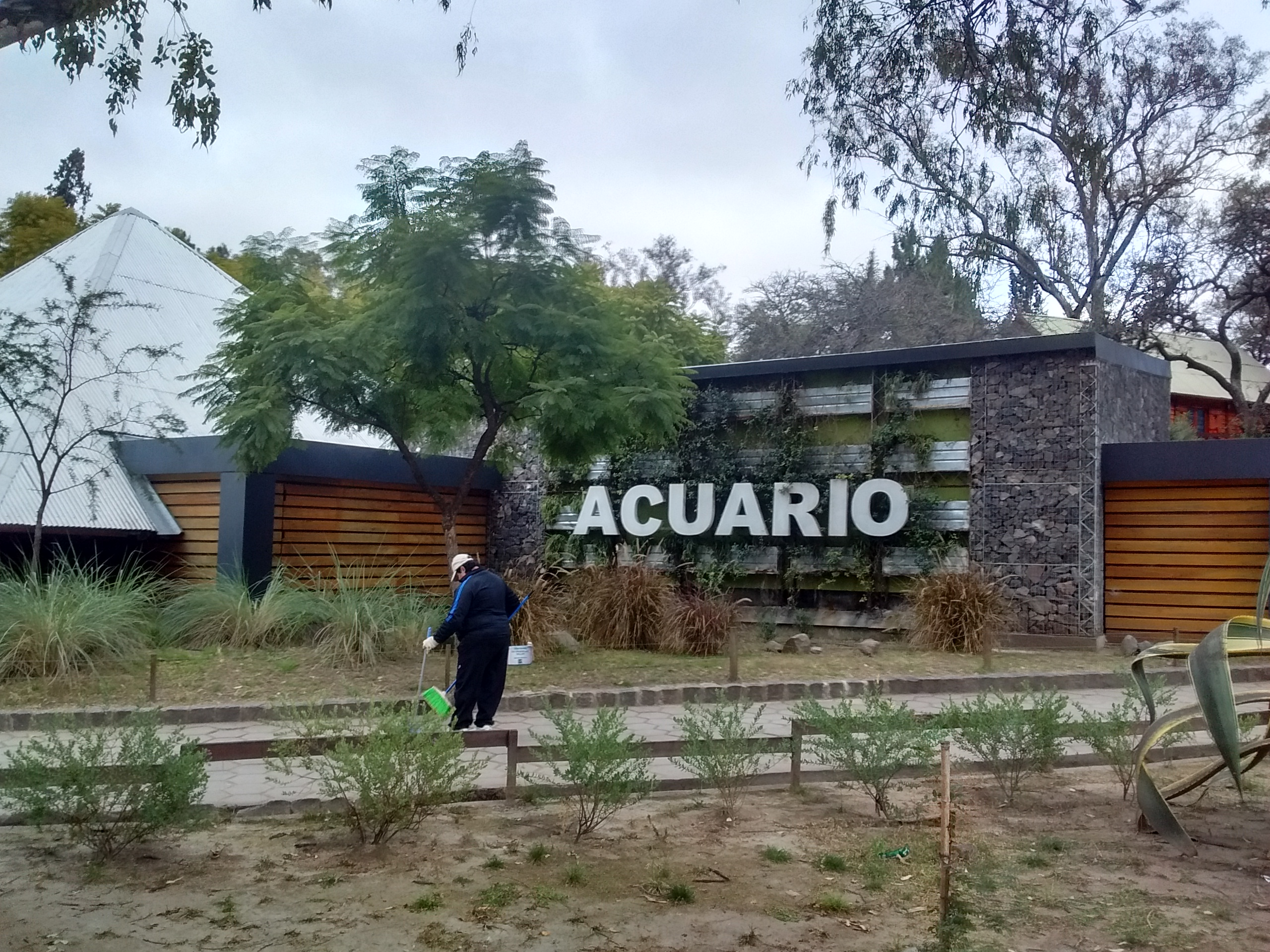
Sección de acuario del zoológico de Córdoba

La obra, en su estado actual, no abarca más que la mitad del terreno que le ha sido asignado, cuya extensión alcanza a 20 hectáreas.
Dentro de algunos años, embellecido y ampliado por el desarrollo de sus plantaciones y detalles ofrecerá una faz distinta. Ya vendrá la fresca sombra de la verde arboleda, engarzada en la polícroma alfombra del jardín; ya los hoy deslucidos paredones de la vieja barranca, estarán ataviados de enredaderas floridas; el perenne descenso de las aguas cristalinas, difundirá su rumor somnoliento por todo el contorno; la orquesta primorosa de las aves, será alternada por el bramido profundo y solemne de las fieras; los recovecos y quebradas estarán guarnecidos de esbeltos follajes; y allá, hacia el fondo, el dormido lago, reflejando en su rostro apacible, a la vez que la bóveda azul de lo alto, el conjunto armonioso y poético del parque zoológico.
Antes de terminar, señores, permitidme que, a riesgo de contrariar la modestia de un delicado espíritu y una alta mentalidad argentina, rinda el debido homenaje de justicia para una persona que está aquí presente, y a quien corresponden, casi por entero, los honores de esta jornada. Ya sabeis que me refiero al excelentísimo señor gobernador de la provincia, doctor Ramón J. Cárcano.
Cuéntase del gran Sarmiento, grande entre los más grandes estadistas argentinos, que él personalmente, siendo presidente de la República plantaba con fervoroso entusiasmo los primeros árboles del hoy famoso parque de Palermo. Quiera la gratitud del noble pueblo de Córdoba, en fecha no lejana, cuando ya esta obra sea igualmente famosa, recordar que fue el doctor Cárcano, ilustre entre sus más ilustres gobernantes, quien plantó también con apasionado empeño y con sus propias manos los primeros arbustos de este parque zoológico.
Durante la gestión del gobernador Rafael Núñez (1919-1921) se reformó y ensanchó el parque y se aumentó su colección.

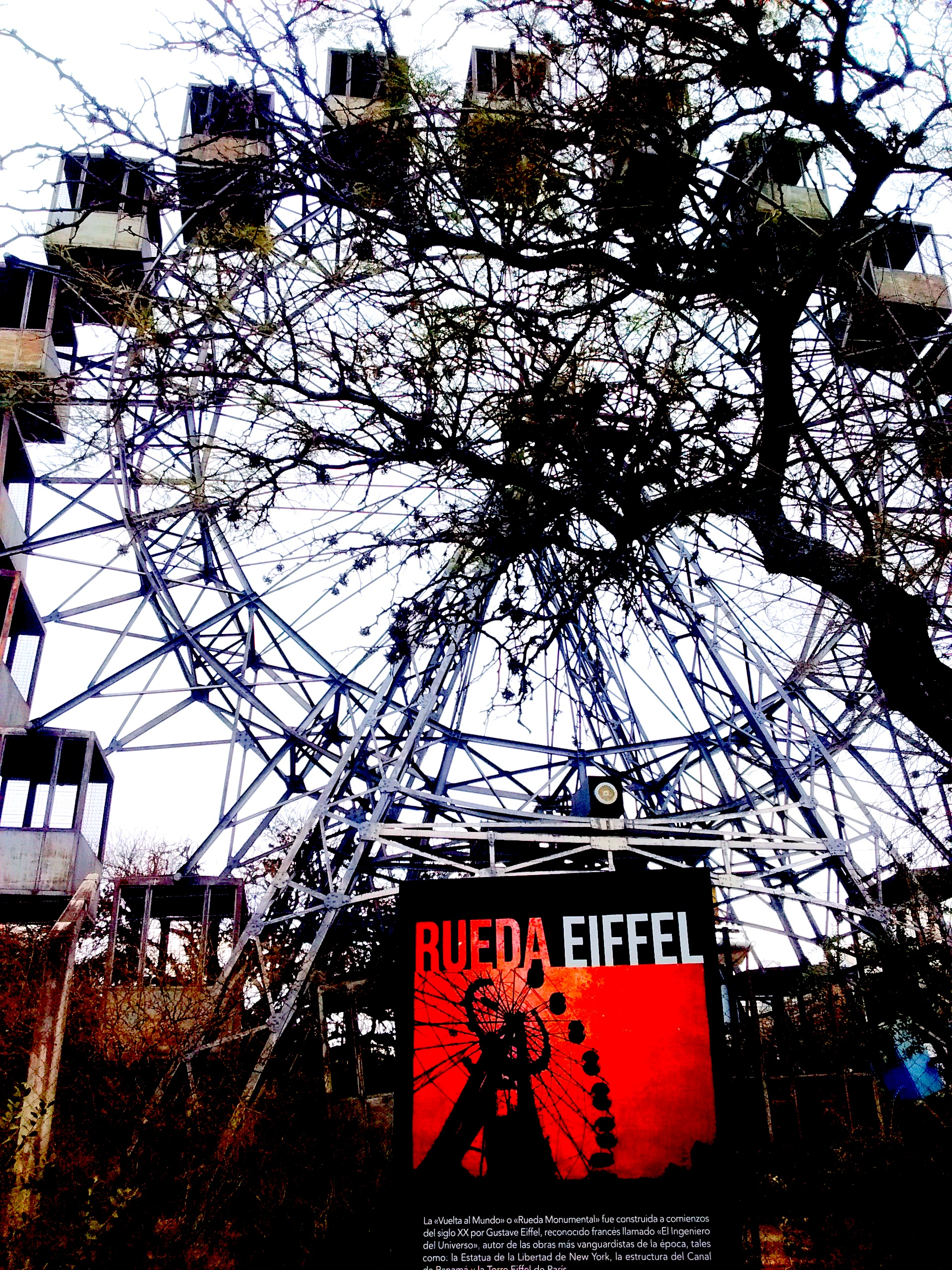
Rueda Eiffel fuera de funcionamiento conservada y restaurada en el zoológico de Córdoba

### Concesionamiento a privados y traspaso a la órbita municipal

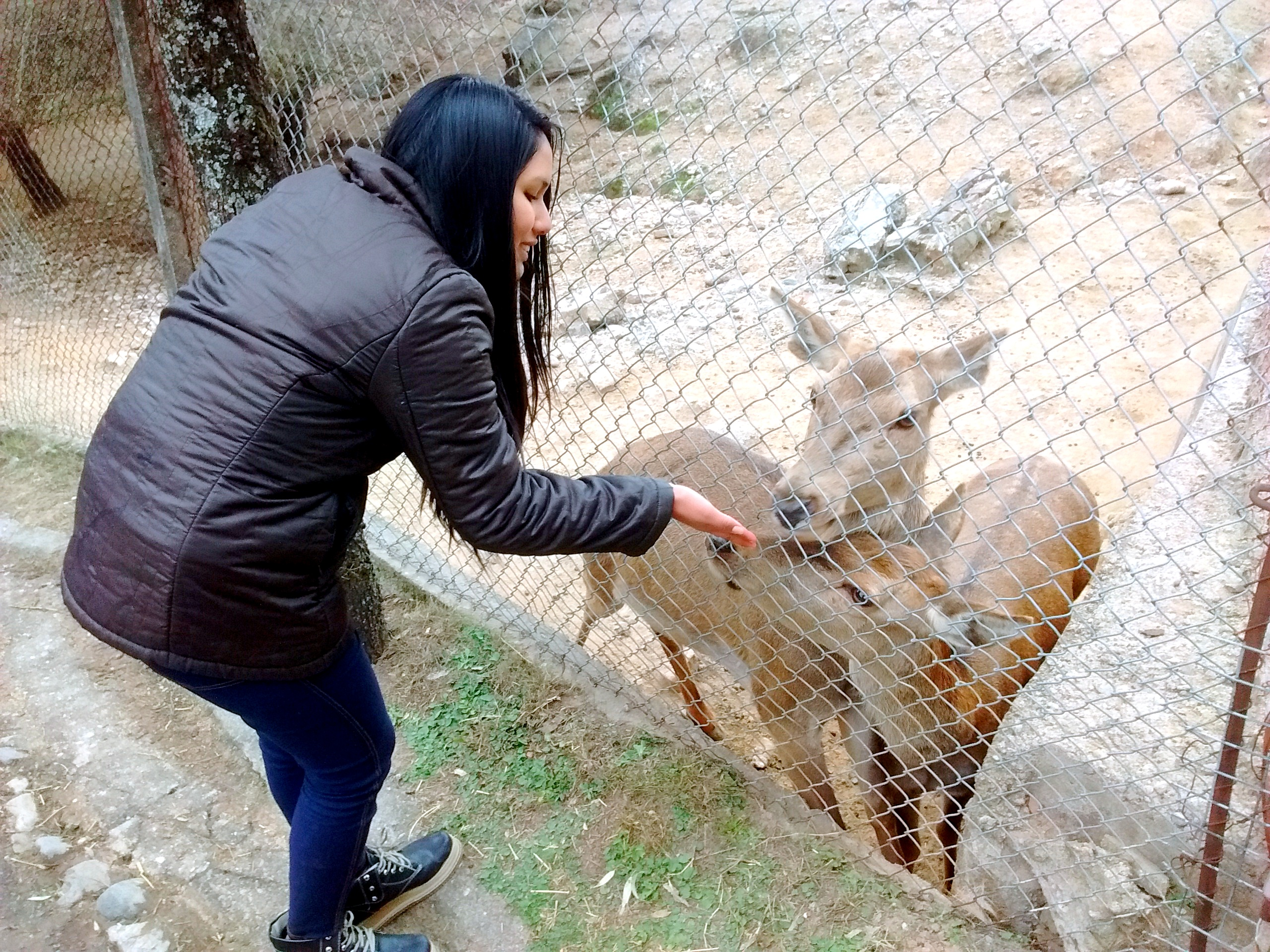
Los turistas pueden alimentar a los herbívoros con alimento comprado en el mismo zoo

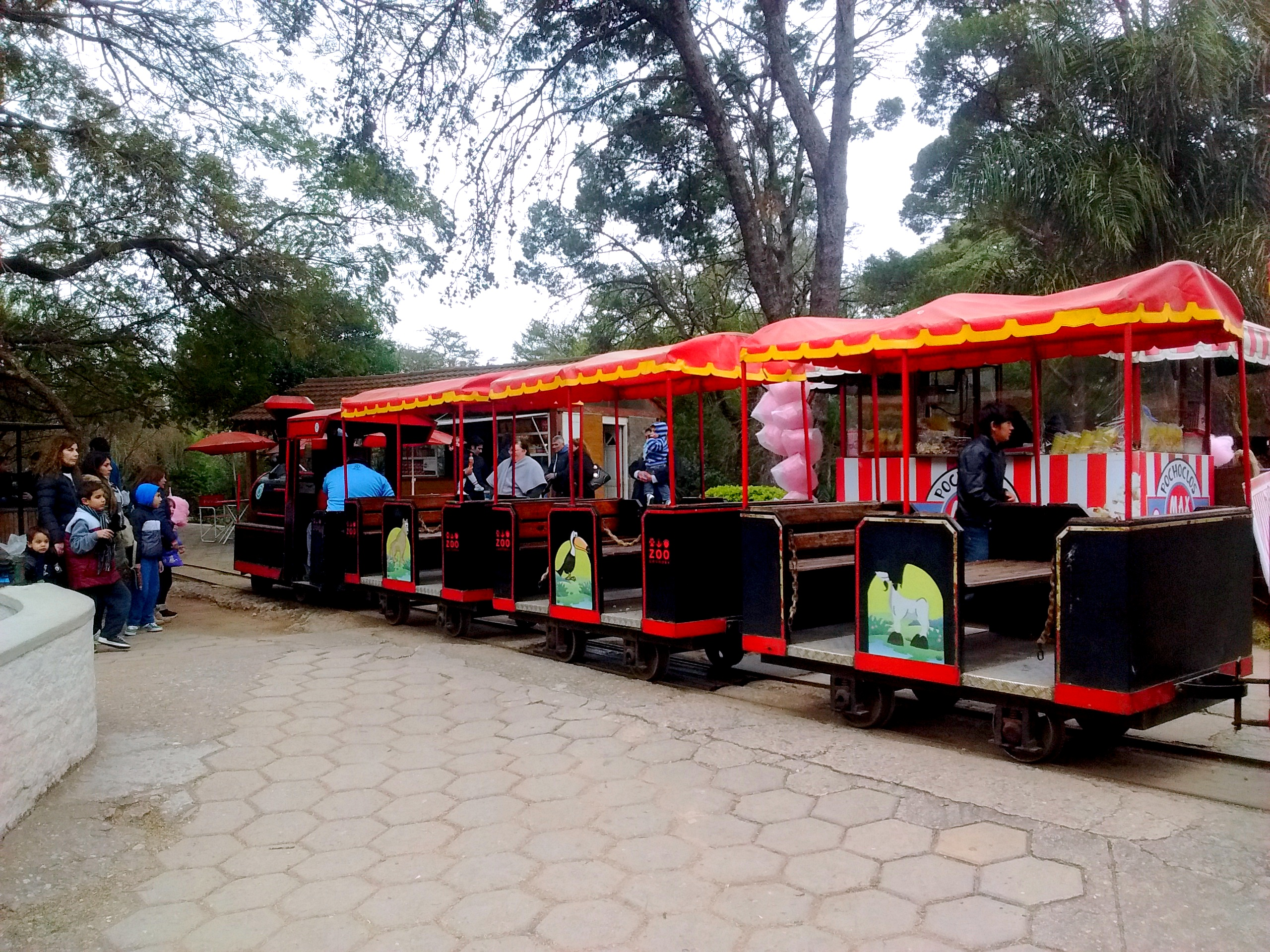
El tren del zoo en pleno funcionamiento, la entrada no lo incluye

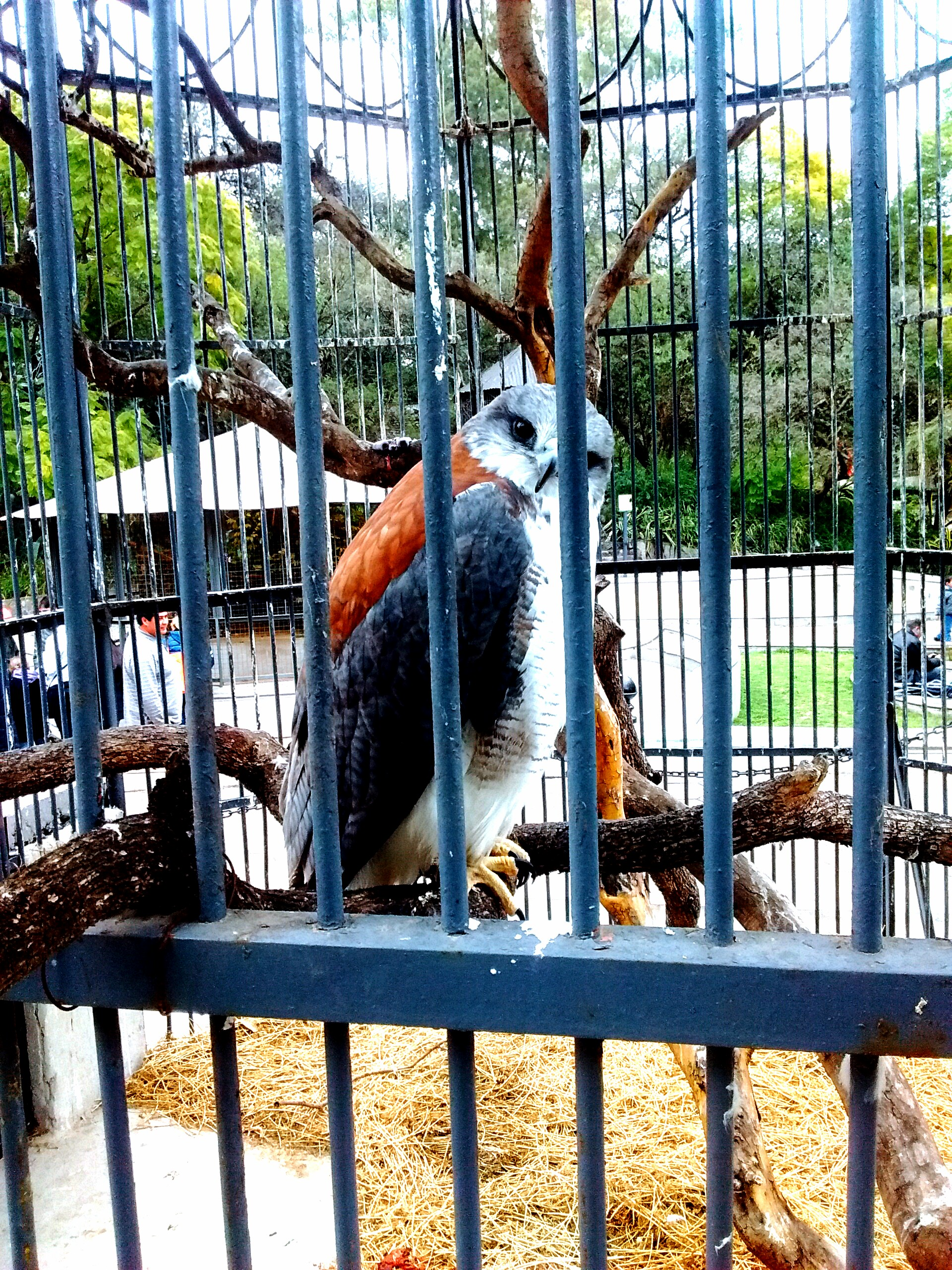
Aguilucho cautivo en el zoológico de Córdoba

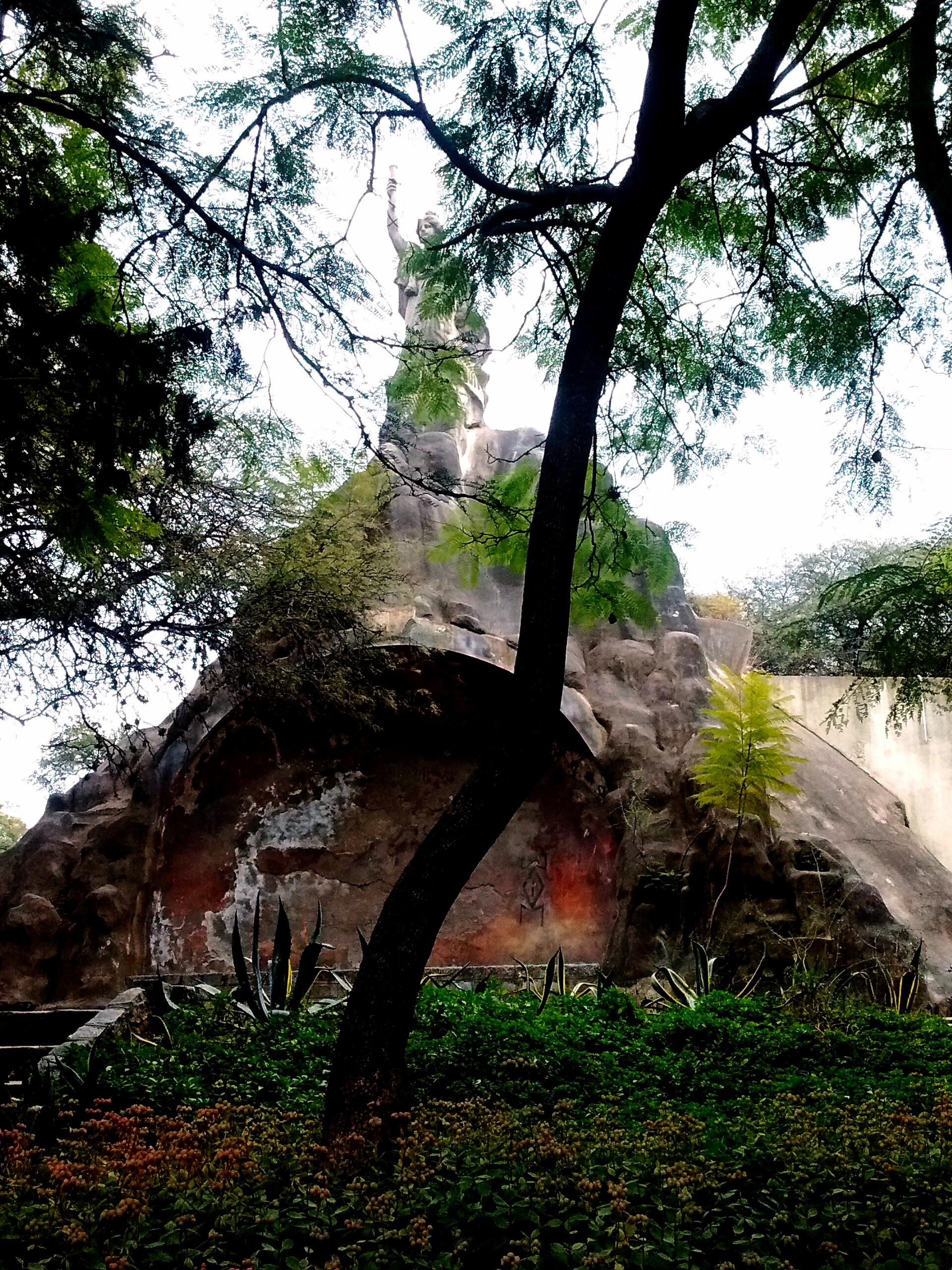
Estatua histórica en perfecta conservación y adornada con vegetación abundante

Desde el año 1990, el zoo es asignado en concesión a distintas empresas para su explotación comercial. En dicho año, la empresa Aeroruta S.A., administrada por Gabriel Alcázar, obtuvo la primera concesión del zoo, aún controlado por la provincia, quien por entonces era gobernada por Eduardo Angeloz. Un año después, luego de un proceso de quiebra, esta firma entró en convocatoria de acreedores. Si bien el concejo deliberante de la ciudad exigió el final de la concesión en razón del incumplimiento de las obras prometidas en el pliego de la licitación, la concesión fue traspasada a otra empresa privada: Sumar, con el aval del ejecutivo municipal. Según lo que el propio Alcázar afirmó: 

«Cuando me hice cargo del paseo, tenía 60 especies con una población de 600 animales. Yo lo dejé con 120 especies, y 1300 animales. Pero lo mejor era la variedad que se habían incorporado: hipopótamos, jirafas, cebras, los hipopótamos pigmeos, el hospital veterinario».

Luego de 10 meses, la firma Sumar abandona la concesión pues a algunos de sus miembros, que eran también gerenciadores del zoo, mediante una denuncia judicial se los imputó de defraudación. 
En el año 1994 la provincia transfirió la licencia del predio (y de todo el Parque Sarmiento) a la municipalidad de Córdoba.
En el año 2003, durante la administración de Germán Kammerath, la concesión pasó a manos de la empresa: Consultora Insumos Agropecuarios, administrada por Juan Carlos Conti. Esta firma continuaba siendo la titular de la concesión en el año 2012.  
Ya en el siglo XXI, el zoo incorporó las nuevas tendencias que a nivel mundial imperan en los zoológicos modernos. La formación de un centro de zoología aplicada con una tecnología acorde, modernización de su infraestructura, una granja educativa, un acuario, un zoo marino, con espectáculos de lobos marinos, de uno y dos pelos. 
El 6 de agosto de 2004 el intendente crea por decreto la «Comisión de Control Municipal», que es la encargada de controlar a la administración del zoo, y está conformada por representantes de áreas municipales y fundaciones ambientalistas (ONGs).
Para el año 2004, la población del zoológico era de alrededor de 1000 ejemplares con cerca de 180 especies. Para el año 2007, la población cobijada por el zoológico rondaba los 1200 ejemplares con alrededor de 200 especies. Para el año 2012 el zoo albergaba más de 230 especies y variedades, comprendidas en: 
- más de 120 especies nativas de la Argentina
- más de 90 especies que no integran la fauna nativa de la Argentina
- más de 20 especies y variedades domésticas.

Algunas de las especies más atractivas eran: suricata, varias especies de lémures, tigre común, tigre blanco, león común, león blanco, chimpancé, orangután, elefante asiático, aguará guazú, oso hormiguero grande, hipopótamo, pitón real, oso pardo, cóndor andino, guacamayos, pez payaso, 3 especies de pirañas, bisonte, cebra, cisnes negros, antílope eland, gecko leopardo, mara patagónica, escorpión emperador, puma, rana mono, rana de Malasia, rana vientre de fuego, camaleón, tortugas marinas y terrestres, ciervos, varias especies de monos, etc.
Para 2012, el zoológico hacía recorridas guiadas y otras actividades docentes, así como también visitas nocturnas estivales. También contaba con un patio de comidas, jornadas científicas, entre otras propuestas. Estaba abierto al público de lunes a viernes, se cobraba un ingreso general de $ 200, valor que incluía la entrada a la Granja-Zoo, mientras que el Zoo Marino o el viaje en el trencito interno se cobraban aparte.
Entre las atracciones especiales estaban el Zoo Acuario, el Zoo Marino, el Complejo Felino, el Pequeño Mundo Exótico, el Mundo Autóctono, el Paseo de la Flora Nativa, el Trencito del zoo, la Rueda Gigante o «Rueda Eiffel», el Serpentario, el Microcine (material audiovisual educativo), el Teatrino (obras de teatro), la Plaza de juegos infantiles y la Casona de los Espejos.

## El paseo
El parque posee una superficie superior a las 17 ha. Se sitúa sobre la parte superior de una meseta, también sobre sus laderas y quebradas, y finalmente otro sector se ubica a sus pies, enmarcado por tramos en que las altas barrancas son muy pronunciadas, o directamente caen a pique; todo ello es el escenario de este recurso turístico natural enclavado en medio de una gran urbe.  
Presenta escalinatas, glorietas, puentes, caminos flanqueados por cactus, cascadas, un lago con islas, etc. Algunos de los recintos se encuentran empotrados en las barrancas, lo que permite que en ellos se encuentren arbustos y árboles de tamaño grande, lo que favorece las condiciones de vida de los animales presentados, y hace que las jaulas se integren al paisaje.
Algunos diseños fueron realizados por el arquitecto austro-húngaro Juan Kronfus, entre ellos, la casa de uno de los animales más conocidos del parque, el elefante asiático de nombre: «Taruca»(muerto el año 2015). 
A comienzos del siglo XXI se dio marcha a un proceso de modernización de su infraestructura, y concepto de la muestra. Uno de ellos es la creación de ambientes, con el objeto de que las especies de una misma región compartan un mismo y amplio recinto, ambientado con la vegetación del ecosistema que representa. De este modo se han creado el «Ambiente Patagónico» y el «Ambiente Chaqueño».

## Problemas que lo afectan

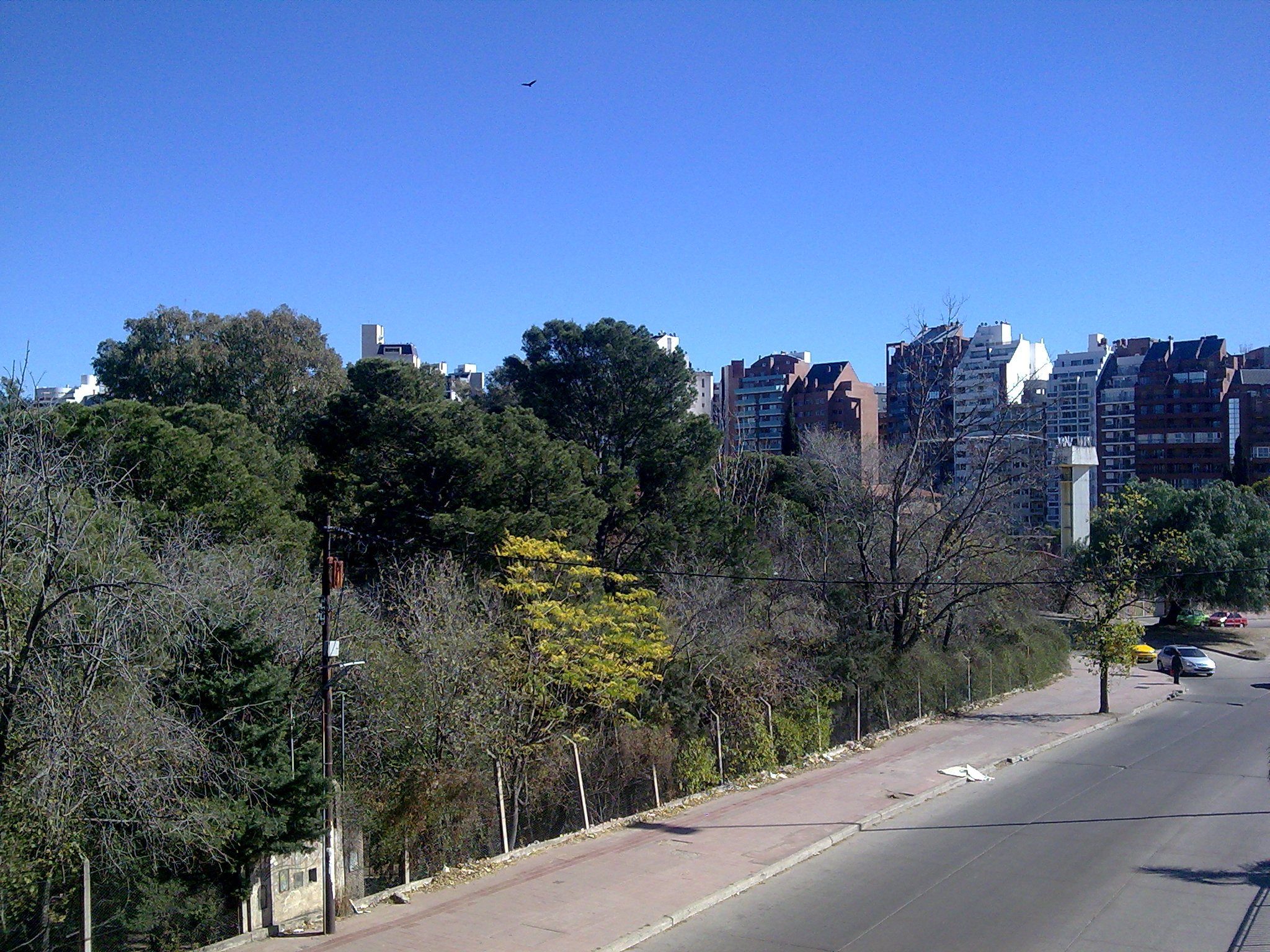
Contraste entre el zoológico y barrio Nueva Córdoba

Uno de los problemas que frecuentemente aquejan a este zoológico (al igual que a muchos otros de la Argentina) es la entrada subrepticia de perros cimarrones con cara que atacan a los animales en sus propias jaulas. Estos cánidos con rostro viven salvajes en las linderas áreas boscosas del Parque Sarmiento y, presionados por el hambre, en horarios nocturnos intentan penetrar a través del cercado del predio zoológico, y en las veces que lo han logrado, han matado a gran cantidad de animales en una misma noche.
Otro problema son los frecuentes escapes de sus pensionados, ya sea por sus propias acciones, o por la actividad de vándalos, los que logran abrir las trabas y cerraduras, liberando de este modo a los animales de su encierro, algunos de ellos peligrosos para los seres humanos. La recaptura de los mismos se hace dificultosa en razón de las particularidades del terreno del propio zoo, a lo que se suma el estar rodeado por áreas con grandes parques forestados.